# Wetkino (Kaliningrad)
Wetkino (russisch Веткино, deutsch Stapornen) ist ein Ort in der russischen Oblast Kaliningrad. Er gehört zur kommunalen Selbstverwaltungseinheit Stadtkreis Selenogradsk im Rajon Selenogradsk.

## Geographische Lage
Wetkino liegt 25 Kilometer nordwestlich der Stadt Kaliningrad (Königsberg) und neun Kilometer südwestlich von Pionerski (Neukuhren) im Südosten der Kommunalstraße 27K-228, die Gorkowskoje (Watzum) mit Listopadowka (Bärholz) und dem untergegangenen Ort Thierenberg (russisch: Dunajewka) verbindet. Die nächste Bahnstation ist Romanowo (Pobethen) an der Bahnstrecke Kaliningrad–Swetlogorsk (Königsberg–Rauschen) (bis 1945 Watzum-Pobethen an der Samlandbahn).

## Geschichte
Das 1394 gegründete und bis 1946 Stapornen genannte Dorf wurde 1874 in den neu errichteten Amtsbezirk Sankt Lorenz eingegliedert. Er gehörte zum Landkreis Fischhausen – 1939 bis 1945 zum Landkreis Samland – im Regierungsbezirk Königsberg der preußischen Provinz Ostpreußen. Am 15. September 1893 wurde aus der Besitzung Stapornen mit dem Vorwerk Ladtkeim sowie dem Mühlengrundstück Stapornen der Gutsbezirk Stapornen gebildet. Im Jahre 1910 wurden hier 43 Einwohner registriert.
Am 30. September 1928 gab Staporenen seine Eigenständigkeit auf und schloss sich mit den Nachbarorten Groß Ladtkeim (russisch: Jasnowka), Kotzlauken (Tumanowka), Siegesdicken, Wernershof und Adlig Delgienen (alle fünf Orte sind nicht mehr existent) zur neuen Landgemeinde Groß Ladtkeim zusammen, die dem Amtsbezirk Kumehnen (heute russisch: Kumatschowo) zugeordnet war.
Im Jahre 1945 kam Stapornen als Kriegsfolge mit dem ganzen nördlichen Ostpreußen zur Sowjetunion. Der Ort erhielt im Jahr 1947 die russische Bezeichnung Wetkino und wurde gleichzeitig dem Dorfsowjet Romanowski selski sowjet im Rajon Primorsk zugeordnet. Von 2005 bis 2015 gehörte Wetkino zur Landgemeinde Kowrowskoje selskoje posselenije und seither zum Stadtkreis Selenogradsk.

## Kirche
Mit seiner überwiegend evangelischen Bevölkerung war Stapornen vor 1945 in das Kirchspiel der Pfarrkirche in Sankt Lorenz (heute russisch: Salskoje) eingegliedert. Es gehörte zum Kirchenkreis Fischhausen (Primorsk) innerhalb der Kirchenprovinz Ostpreußen der Kirche der Altpreußischen Union. Die letzten deutschen Geistlichen waren die Pfarrer Gerhard Siebert und Ernst Payk. 
Heute liegt Wetkino im Einzugsbereich der in den 1990er Jahren neu entstandenen evangelisch-lutherischen Auferstehungskirchengemeinde in Kaliningrad (Königsberg). Sie ist Teil der Propstei Kaliningrad der Evangelisch-lutherischen Kirche Europäisches Russland.